# Leteči trup
Leteči trup, tudi vzgonski trup ali dvižni trup  je tip letala ali vesoljskega plovila pri katerem tudi trup proizvaja vzgon (poleg kril). Je drugačen tip načrtovanja kot npr. leteče krilo, ki je večinoma krilo, brez konvencionalnega trupa. Leteči trup ima trup z majhnim krilom ali pa brez. 
Ta zasnova je zelo primerna za hiperzvočne hitrosti, ki jo običajno dosežejo vesoljska plovila pri letenju v atmosferi in so jo že uporabili pri načrtovanju vesoljskih plovil prihodnosti.
V letih 1960 in 1970 je bilo veliko raziskovanja na tem področju, hoteli so izdelati lahko vesoljsko plovilo s človeško posadko. ZDA so zgradile in testirale veliko letal z raketnim pogonom. Testirale so tudi ponoven vstop v atmosfero nad Pacifikom. Pri načrtovanju raketoplana Space Shuttle so uporabili nekaj tehnologije iz vzgonskih trupov.
V 1990ih in 2000ih so je pojavilo ponovno zanimanje s koncepti kot so HL-20 Personnel Launch System (1990), Prometheus (2010) in  Dream Chaser.